# Kultura linearne trakaste keramike
Kultura linearne trakaste keramike je pomembna kultura v neolitiku (pozna kamena doba) Evrope. Razvita je bila od 5500 do 4500 pr. n. št. 
Največ dokazov te kulture so našli v srednji Evropi ob srednji Donavi, ob zgornji in srednji Labi ter zgornjem in srednjem Renu. Pomembna je, ker dokazuje zgodnje kmetijstvo v Evropi. Keramika vsebuje enostavne skodelice, sklede, vaze in vrče brez ročajev. Bila je kuhinjska posoda ali namenjena za hranjenje ter prenos hrane in pijače. Okrašena je bila z linearnimi vzorci.
Pomembna nahajališča so Nitra na Slovaškem, Bylany na Češkem, Langweiler v Zwenkauu v Nemčiji, Brunn am Gebirge v Avstriji, Elsloo, Sittard, Köln-Lindenthal, Aldenhoven, Flomborn in Rixheim ob Renu, Lautereck in Hienheim ob zgornji Donavi, Rössen in Sonderhausen ob srednji Labi.
Ločimo dve različici zgodnje kulture linearne trakaste keramike:
- zgodnja ali zahodna kultura, ki se je razvila ob srednji Donavi z zahodno Madžarsko in je bila razširjena ob Renu, Labi, Odri, in Visli;
- vzhodna kultura linearne trakaste keramike je cvetela na vzhodnem Madžarskem.

## Kmetijstvo
Ljudje kulture linearne trakaste keramike so živeli v obdobju 1000 let, že pred bronasto dobo, in gojili pridelke, kot so pšenica, leča in grah. Imeli so tudi krave in pse, včasih so lovili v okoliških gozdovih, tudi jelene.

## Hrana in zdravje
Njihova prehrana je bila verjetno skromna, bili so manjše rasti, manjši kot ljudje pred njimi ali kot so danes. Razlog bi lahko bil tudi bolezni, ki so se hitreje širile v vasi kot pri ljudeh, ki so se veliko gibali. Verjetno so umirali zelo mladi, stari 20 ali 30 let, mnogi otroci so umrli, preden so odrasli. Najbrž so poznali divja zdravilna zelišča, s katerimi so blažili znake nekaterih bolezni.

## Verovanje
Verjetno so častili boginje matere, ki so predstavljale rodovitnost zemlje.

## Orodje
Ker je bilo to pred bronasto in železno dobo, ni bilo kovinskega orodja. Vse, kar so ljudje uporabljali, je bilo narejeno iz kamna, lesa in rastlin (lan za oblačila), uporabljali so tudi stvari, ki bi jih lahko dobili od živali (usnje ali krzno), imeli so celo nekakšne srpe, ki so jih uporabljali za sekanje trave. Bili so v obliki polmeseca z rezilom in ročajem na enem koncu, narejen je bil iz lesa z ostrimi kamnitimi dodatki za rezanje.

## Prebivališča
Ljudje so živeli v pravokotnih dolgih hišah in arheološka izkopavanja območij pogosto kažejo več enot – okoli šest dolgih hiš. Ljudje iz bližnjih hiš so se verjetno poznali med seboj in si delili dobrine ali z njimi trgovali. Hiše so bile narejene iz lesa, blata in slame, verjetno so imeli v njih tudi živali.

## Bojevanje
Nekatera naselja so bila obdana s palisado ali dolgim zidom, da so se branili pred napadalci. Našli so tudi nekaj okostij ljudi iz te dobe, ki kažejo, da so umrli zaradi poškodb med bojem, nekatera so videti, kot da so jih morda celo pojedli kanibali. To kaže na velike vojne med bližnjimi skupinami.
Izkopavanja na Oslonki na Poljskem so pokazala veliko utrjeno naselje. Imelo je skoraj 30 dolgih hiš in več kot 80 grobov. Je eno najbogatejših naselij med arheološkimi najdbami v vsej srednji Evropi.